# Евелін Ваніфте
Евелін Ваніфте (нар. 19 березня 1984) — колишня бельгійська тенісистка.
Найвищу одиночну позицію світового рейтингу — 362 місце досягла 5 липня 2004, парну — 282 місце — 15 листопада 2004 року.
Здобула 1 одиночний та 4 парні титули туру ITF.

## Фінали ITF

### Одиночний розряд: 2 (1–1)
| Результат | Ранг | Дата           | Турнір                      | Покриття | Суперниця          | Рахунок  |
| --------- | ---- | -------------- | --------------------------- | -------- | ------------------ | -------- |
| Перемога  | 1.   | 6 липня 2003   | ITF Гергюговард, Нідерланди | Ґрунт    | Крістіане Гоппманн | 6–3, 6–3 |
| Поразка   | 1.   | 24 серпня 2003 | ITF Вестенде, Бельгія       | Ґрунт    | Іпек Шенолу        | 3–6, 2–6 |

### Парний розряд: 6 (4–2)
| Результат | Ранг | Дата              | Турнір                           | Покриття  | Партнерка      | Суперниці                          | Рахунок        |
| --------- | ---- | ----------------- | -------------------------------- | --------- | -------------- | ---------------------------------- | -------------- |
| Перемога  | 1.   | 15 червня 2003    | ITF Canet-en-Roussillon, Франція | Ґрунт     | Леслі Буткевіч | Софі Ерр Орелі Веді                | 4–6, 6–3, 6–4  |
| Поразка   | 1.   | 24 серпня 2003    | ITF Вестенде, Бельгія            | Ґрунт     | Іпек Шенолу    | Леслі Буткевіч Кім Кілсдонк        | 4–6, 2–6       |
| Перемога  | 2.   | 16 листопада 2003 | ITF Гавр, Франція                | Ґрунт (i) | Леслі Буткевіч | Мартіна Бабакова Моніка Шнейдер    | 6–2, 2–2 ret.  |
| Поразка   | 2.   | 18 липня 2004     | ITF Брюссель, Бельгія            | Ґрунт     | Леслі Буткевіч | Зузана Черна Ева Грдінова          | 6–7(3), 6–7(5) |
| Перемога  | 3.   | 29 серпня 2004    | ITF Alphen a/d Rijn, Нідерланди  | Ґрунт     | Леслі Буткевіч | Даніела Клеменшиц Сандра Клеменшиц | 7–5, 6–3       |
| Перемога  | 4.   | 28 серпня 2005    | ITF Вестенде, Бельгія            | Тверде    | Леслі Буткевіч | Клер де Губернатіс Анна Фонт       | 6–4, 6–2       |